# Hamdi Marzouki
Pour les articles homonymes, voir Marzouki.
Hamdi Marzouki, né le 23 janvier 1977 à Mégrine, est un footballeur tunisien. 
Défenseur, il participe à la coupe du monde 2002 avec l'équipe de Tunisie. 

## Carrière
- 1996-2002 : Club africain (Tunisie)
- juillet 2002-juillet 2004 : Stade tunisien (Tunisie)
- juillet 2004-juillet 2005 : Club africain (Tunisie)
- juillet 2005-juillet 2007 : Al Arabi Sporting Club (Koweït)
- juillet 2007-janvier 2009 : Club sportif de Hammam Lif (Tunisie)
- janvier 2009-juillet 2010 : Club athlétique bizertin (Tunisie)
- juillet 2010-juillet 2011 : Avenir sportif de Gabès (Tunisie)

## Palmarès
- Coupe de Tunisie : 2000